# Aardbeving Mendoza 1861

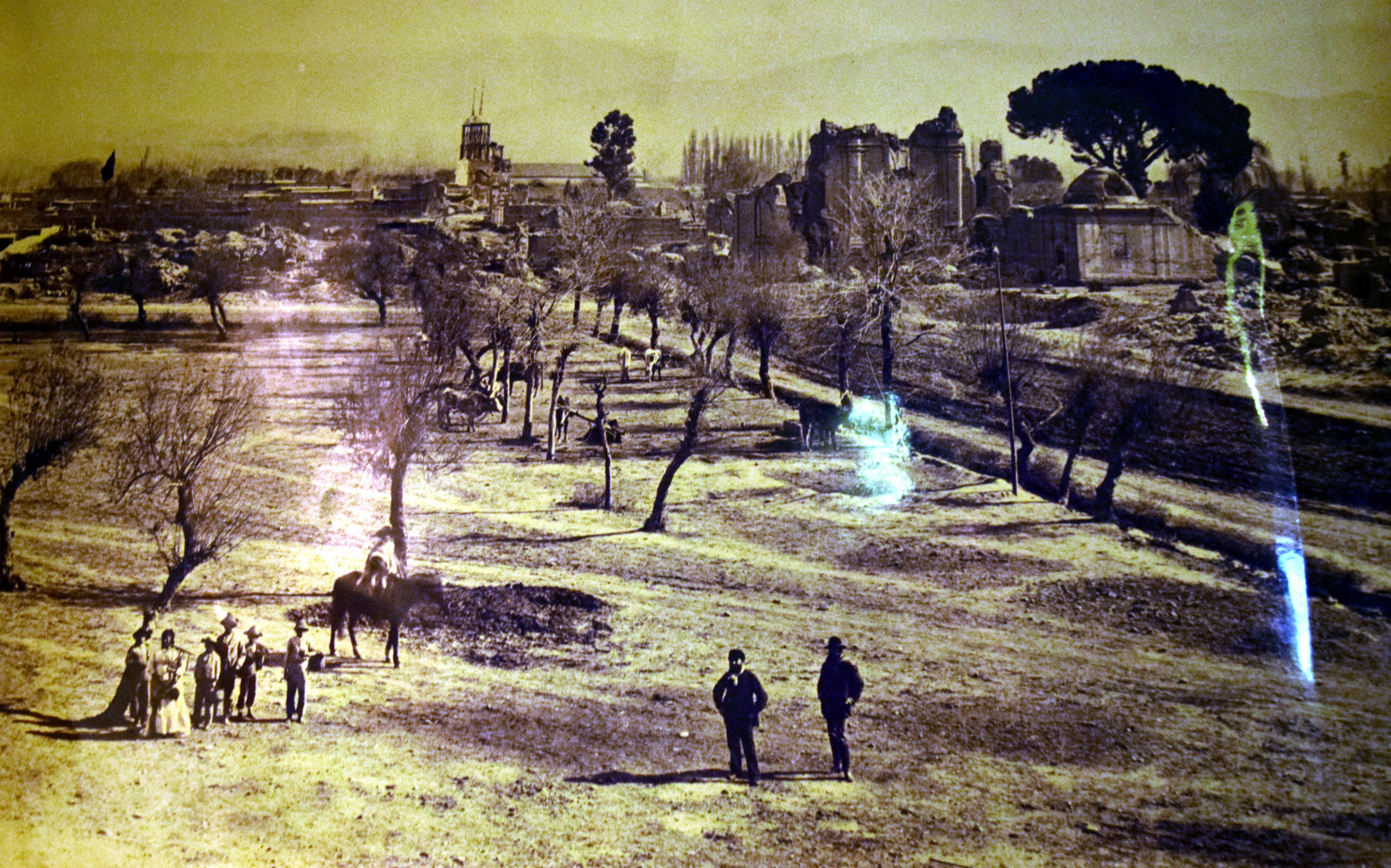
Ruïnes in de stad Mendoza na de aardbeving

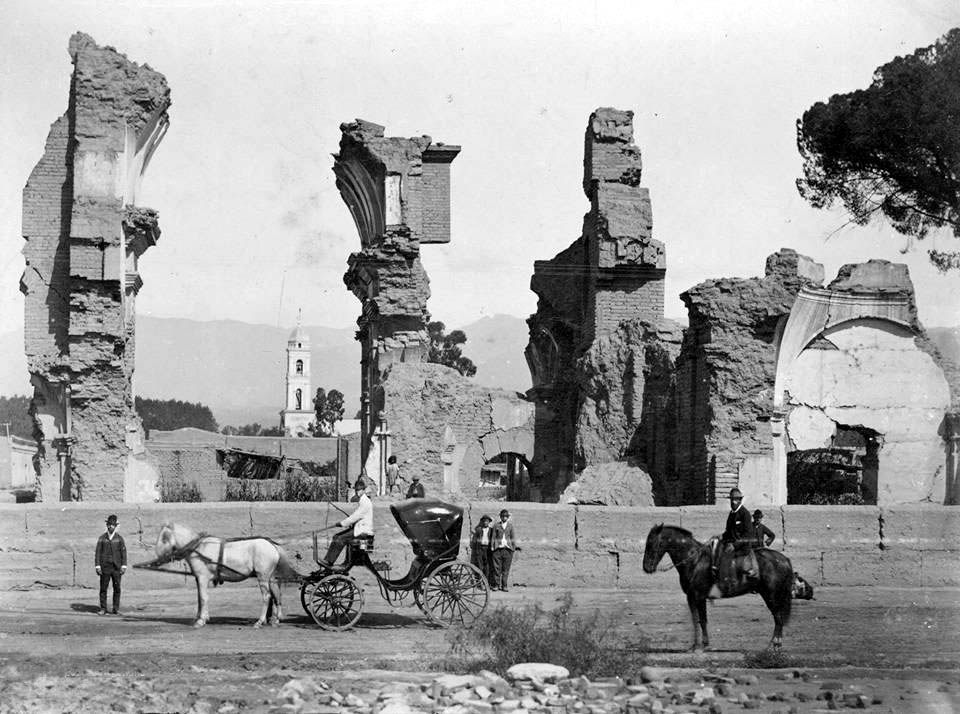
Ruïne van de San Franciscobasiliek in Mendoza

De Argentijnse provincie Mendoza werd op 20 maart 1861 getroffen door een aardbeving met een geschatte kracht van 7,2 op de schaal van Richter. Het gebied ligt op de oostelijke flanken van de Andes en is gevoelig voor aardbevingen. Het epicentrum lag op een diepte van ongeveer 30 km. De hoofdstad Mendoza werd bijna volledig vernield door de aardbeving de plaatsvond om 11u30 's nachts en die ongeveer twee minuten duurde. In de loop van de nacht brak er brand uit tussen de ruïnes van de stad.
In Mendoza, een stad van 12.000 inwoners, werden 4.300 doden geteld en 750 gewonden. In de gehele provincie werden tot 12.000 doden geteld. Verder waren er duizenden gewonden en daklozen. Er werd hulp geboden vanuit de omliggende provincies en ook vanuit buurland Chili werden artsen, tenten en voorraden gestuurd. Vanuit Europa en de Verenigde Staten kwamen giften.
De stad werd heropgebouwd op een nieuwe locatie niet ver van de vorige. De nieuwe overheidsgebouwen werden in 1863 in gebruik genomen.